# Теорема о монодромии
Теорема о монодромии даёт достаточное условие существования прямого аналитического продолжения аналитической функции, то есть существования иной аналитической на большем множестве функции, совпадающей с изначальной на первоначальной области определения.

## Теорема
Пусть {\displaystyle D\subset \mathbb {C} } — открытое множество и {\displaystyle f} аналитична на {\displaystyle D}. Далее, если большее множество {\displaystyle G\supset D} — односвязная область, обладающая таким свойством, что {\displaystyle f} аналитически продолжается вдоль любого пути в {\displaystyle G}, начинающегося с какой-либо точки {\displaystyle D}, то {\displaystyle f} допускает аналитическое продолжение в {\displaystyle G}.